# Карл Каспар Франц фон дер Лайен
Йохан Карл Каспар Франц фон дер Лайен цу Хоенгеролдсек (на немски: Johann Carl Caspar Franz Graf von der Leyen und zu Hohengeroldseck; Karl Kasper IV. von der Leyen; * 19 юли 1655 в Адендорф (част от Вахтберг); † 30 ноември 1739 в Кобленц) от род фон дер Лайен е имперски граф на Хоенгеролдсек (1711 – 1739) в Шварцвалд и императорски таен съветник.
Той е големият син (от 9 деца) на имперския фрайхер Хуго Ернст фон дер Лайен-Адендорф († 1 май 1665 в Кьолн) и съпругата му Мария София Квад фон Бушфелд († сл. 1668/сл. 1652), дъщеря на Адолф Квад фон Бушфелд († 1637) и Мария Анна Елизабет Валдбот фон Басенхайм. Внук е на Дамиан фон дер Лайен († 1636) и Анна Катарина Валдбот фон Басенхайм (1587 – 1666), родители на Карл Каспар фон дер Лайен (1618 – 1676), курфюрст и архиепископ на Трир и на Дамиан Хартрад фон дер Лайен (1624 – 1678), курфюрст и архиепископ на Майнц и епископ на Вормс. Майка му Мария София Квад фон Бушфелд се омъжва втори път 1652 г. за Йохан Зигизмунд Райтц фон Френтц († сл. 1668).
Между 1510 и 1815 г. замъкът и господството Адендорф принадлежат на род фон дер Лайен-Адендорф. През 1687 г. той става господар на Форбах и Близкастел. През 1692 г. Карл Каспар Франц фон дер Лайен получава господството Хоенгеролдсек и на 22 ноември 1711 г. е издигнат на имперски граф. През 1716 г. той става също член на наследственото графско съсловие. Още през 1733 г. той се отказва за сметка на син му от господствата Близкастел, Мюнхвайлер и Бурвайлер v Рейнланд-Пфалц.
Правнук му Филип фон дер Лайен (1766 – 1829) е издигнат на 12 юли 1806 г. на княз на Княжеството фон дер Лайен.

## Фамилия
Карл Каспар Франц фон дер Лайен се жени на 28 декември 1687 г. в Майнц за Мария София фон Шьонборн (* 11 септември 1670; † 16 септември 1742), дъщеря на държавния министър на Курфюрство Майнц граф Мелхиор Фридрих фон Шьонборн-Буххайм (1644 – 1717) и фрайин Мария Анна София фон Бойнебург (1652 – 1726). Съпругата му е сестра на Йохан Филип Франц фон Шьонборн, епископ на Вюрцбург (1673 – 1724), епископ на Вюрцбург, na Фридрих Карл фон Шьонборн (1674 – 1746), епископ на Бамберг и Вюрцбург, на кардинал Дамиан Хуго Филип фон Шьонборн (1676 – 1743), епископ на Шпайер и Констанц, и на Франц Георг фон Шьонборн (1682 – 1756), архиепископ на Трир. Те имат девет деца:
- Хуго Франц Антон фон дер Лайен цу Хоенгеролдсек (*23 септември 1694; † пр. 1703)
- София Мариана фон дер Лайен цу Хоенгеролдсек (* 13 септември 1695; † 15 октомври 1775)
- Анна Ева Шарлота Елизабет фон дер Лайен цу Хоенгеролдсек (* 30 ноември 1697; † 24/25 април 1778)
- Мария Анна фон дер Лайен цу Хоенгеролдсек (* 30 януари 1700; † 25 юли 1723, Кобленц), омъжена на 22 септември 1722 г. за фрайхер Кристиан Франц Дитрих фон Фюрстенберг-Хердринген (* 5 февруари 1689; † 24 август 1755)
- Анна Ева Каролина фон дер Лайен цу Хоенгеролдсек (* 24 юни 1701; † 30/31 март 1726)
- Клара Елизабет Катарина фон дер Лайен цу Хоенгеролдсек (* пр. 30 август 1706; † 19 април 1780)
- Йохан Франц Антон Йозеф фон дер Лайен цу Хоенгеролдсек (* 2 декември 1707; † 170?)
- Фридрих Фердинанд Франц Антон фон дер Лайен цу Хоенгеролдсек (* 7 януари 1709, Кобленц; † 16 февруари 1760, Кобленц), граф, женен на 18 октомври 1733 г. за графиня Мария Ева Шарлота Августа фон Глайхен-Хатцфелд (* 6 юли 1715; † 26 юли 1774); имат 3 сина и дъщеря; внук му Филип фон дер Лайен (1766 – 1829) е издигнат на 12 юли 1806 г. на княз
- Мария Филипина Фридерика фон дер Лайен цу Хоенгеролдсек (* 2 август 1713; † 171?)